# Selaginella sandwithii
Selaginella sandwithii är en mosslummerväxtart som beskrevs av Arthur Hugh Garfit Alston. Selaginella sandwithii ingår i släktet mosslumrar, och familjen mosslummerväxter. Inga underarter finns listade i Catalogue of Life.